# Zoborožec hnědý
Zoborožec hnědý (Anorrhinus tickelli) je druh zoborožce z rodu Anorrhinus, který se vyskytuje v hustých stálezelených i opadavých lesích v jižním Myanmaru a jihozápadním Thajsku.  

## Systematika
Zoborožce hnědého formálně popsal v roce 1855 anglický přírodovědec Edward Blyth jako Buceros Tickelli. Jedná se o monotypický taxon.
Druh se řadí do rodu Anorrhinus, avšak dříve se zařazoval do monotypického rodu Ptilolaemus. Analýza mitochondriáln DNA však odhalila jen minimální genové rozdíly s rodem Anorrhinus, kam byl proto tento zoborožec přeřazen. Nejbližším příbuzným zoborožce hnědého je zoborožec Austenův (Rhabdotorrhinus austeni).

## Výskyt
Zoborožec hnědý se vyskytuje v jižním Myanmaru a jihozápadním Thajsku. Stanoviště druhu tvoří husté opadavé a stálezelené pralesy, mj. s porosty dvojkřídláčovitého stromu Hopea odorata. Vyskytuje se od kopcovitých lesů po lesy podhorské do nadmořské výšky 1500 m n. m.

## Popis

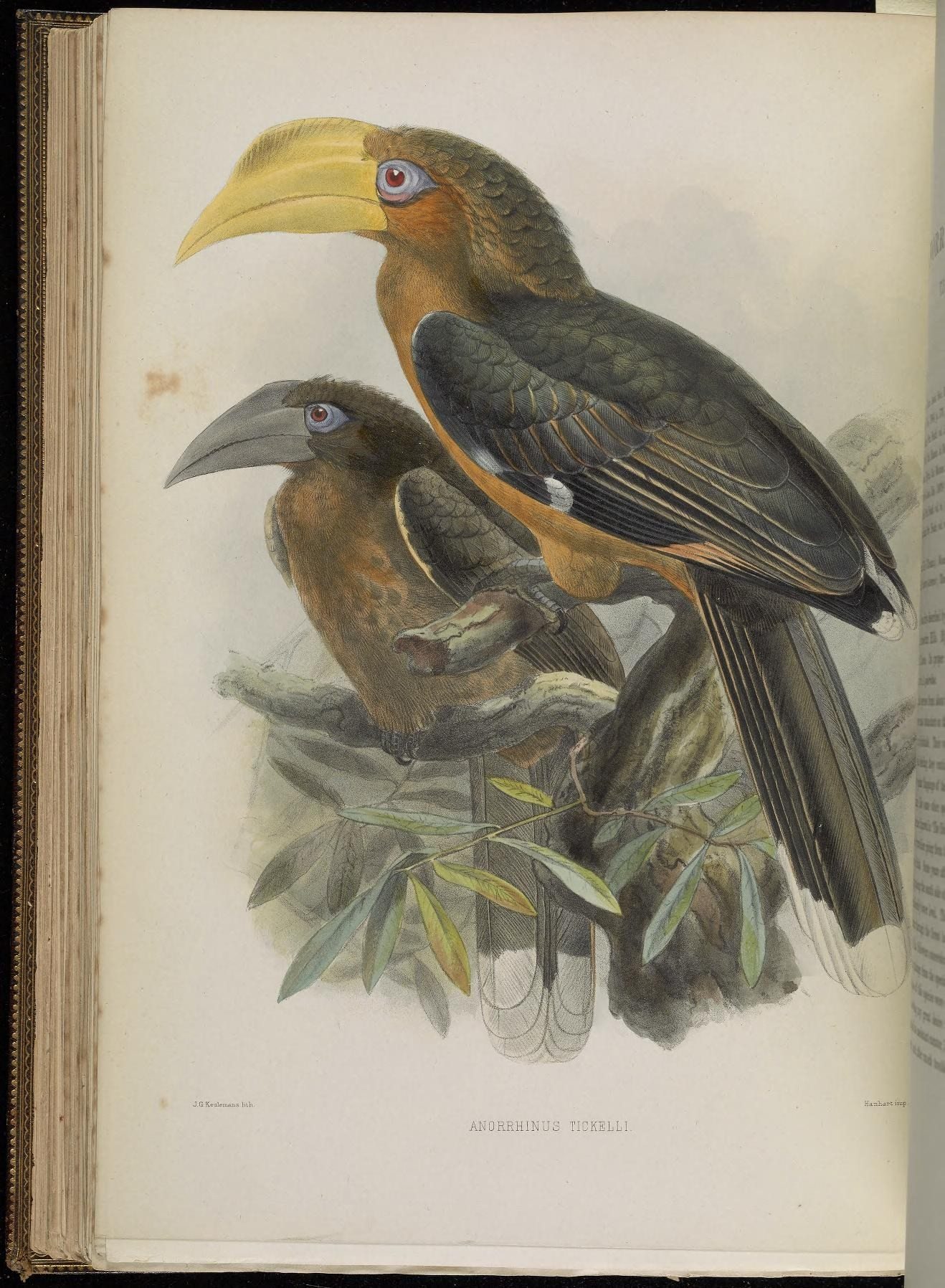
Ilustrace samice (vlevo) a samce (John Gerrard Keulemans, 1882)

Tento statný druh ptáka dosahuje délky těla 65–75 cm. Samec váží kolem 580–910 g, samice 680–800 g. Samec i samice se mírně liší. Samec má opeření na svrchní straně těla tmavě hnědé. Spodní část těla je rezavě hnědá, která zasahuje až na hrdlo a tváře. Ocas je tmavě hnědý a většina ocasních per má bílé konečky až střední pár ocasních letek, které jsou zakončeny černě. Statný zobák je dlouhý kolem 122–132 mm. Je světle žlutý, stejně jako nízká přilbice posazená na horní čelisti. Oblast kolem očí a hrdelních vaků je neopeřená, takže lze vidět světle modrou kůži. Oči jsou hnědé, nohy černé. Samice je o něco menší než samec, její opeření je tmavší a zobák černavý. Délka samičina zobáku je 110–122 mm.

## Biologie
Celoročně se vyskytuje v malých hejnech o 5–7 jedincích. Občas se sdružuje i do větších skupin. Živí se ovocem a živočichy (požírá mj. hmyz, stonožky, hady, plazy, kraby a myši). Hnízdí od počátku roku někdy do června v přirozených dutinách stromů, nejčastěji z rodu pukol (Lagerstroemia). Samice se zazdívá na hnízdě někdy mezi květnem a červnem. Hnízdní cyklus zabírá 98 dní ±22 dní. Hnízdí kooperativně. Samici a později i mláďata vykrmuje vedle samičina partnera i dalších 1–5 pomocníků.

## Ohrožení a početnost
Mezinárodní svaz ochrany přírody (IUCN) považuje zoborožce hnědého za téměř ohrožený druh. Hlavní příčinou ohrožení je ztráta přirozeného prostředí, které nastává v důsledku těžby, požárů a přeměny pralesů na zemědělské plochy. Celková populace se opatrně odhaduje na 2500–10 000 dospělých jedinců.